# コップの中の木漏れ日
「コップの中の木漏れ日」（コップのなかのこもれび）は、日本の女性アイドルグループ・SKE48のメンバーからなるユニット「ラブ・クレッシェンド」の楽曲。作詞は秋元康、作曲は外山大輔が担当。2015年11月25日に、SKE48の1stユニットシングルおよびラブ・クレッシェンドの1stシングルとしてエイベックス・ミュージック・クリエイティヴ (avex trax) から発売された。センターポジションは松井珠理奈が務めた。

## 背景とリリース
SKE48からのユニット「ラブ・クレッシェンド」初のシングル。2015年10月5日にSKE48劇場にて開催された、劇場デビュー7周年記念公演においてユニット結成とともに発売が発表された。また、表題曲を歌うラブ・クレッシェンドに加えて、カップリングを歌う4組のユニットの結成も同時に発表された。
ラブ・クレッシェンドのメンバーは7名で、小畑優奈、菅原茉椰はSKE48として初めて表題曲の歌唱メンバーに選ばれた。センターを務めるのはユニット内最年長の松井珠理奈。
カップリングは、各タイプ2曲ずつ、計5曲。愛知トヨタ選抜の「お楽しみは明日から」が全タイプ共通で収録。Type-A - C、劇場盤にカップリングを歌うユニットの楽曲が収録される。Type-Aは、キャラメルキャッツの「あの先の未来まで」、Type-Bは、トランジットガールズの「だって 雨じゃない?」、Type-Cは、フルマリオンの「愛してるとか、愛してたとか」、劇場盤は、デッドストックダイヤモンドの「平民出馬宣言」がそれぞれ収録される。
特典映像として劇場デビュー7周年特別公演のLive Movieがそれぞれ収録される（Type-A：前編・Type-B：中編・Type-C：後編）。
2015年11月21日に放送されたNHK BSプレミアム『AKB48 SHOW!』で初披露。

## ミュージック・ビデオ
「コップの中の木漏れ日」は熊本県阿蘇市や阿蘇郡小国町の壮大な自然の中で撮影された。メンバーは森の妖精に扮している。
撮影場所は下表のとおり。
| 「コップの中の木漏れ日」       | 天空の道（阿蘇市道 狩尾幹線）、草千里（熊本県阿蘇市）・鍋ヶ滝（熊本県阿蘇郡小国町） |
| 「あの先の未来まで」           | ハウススタジオ「studio Grand Bois『Ast.』」（東京都江東区）                         |
| 「だって 雨じゃない?」         | 井川湖畔遊歩道「廃線小路」（静岡県静岡市葵区）                                      |
| 「愛してるとか、愛してたとか」 | ホリゾントスタジオ「TACS ODAIBO STUDIO」（東京都江東区）                            |

## アートワーク
| TYPE-A 初回限定盤 表 | ラブ・クレッシェンドメンバー7名      |
| TYPE-A 通常盤 表     | ラブ・クレッシェンドメンバー7名      |
| TYPE-A 裏            | キャラメルキャッツメンバー5名        |
| TYPE-B 初回限定盤 表 | ラブ・クレッシェンドメンバー7名      |
| TYPE-B 通常盤 表     | ラブ・クレッシェンドメンバー7名      |
| TYPE-B 裏            | トランジットガールズメンバー6名      |
| TYPE-C 初回限定盤 表 | ラブ・クレッシェンドメンバー7名      |
| TYPE-C 通常盤 表     | ラブ・クレッシェンドメンバー7名      |
| TYPE-C 裏            | 「フルマリオン」（東李苑・古畑奈和） |
| 劇場盤 表            | ラブ・クレッシェンドメンバー7名      |

## チャート成績
「コップの中の木漏れ日」のシングルCDは、2015年12月7日付オリコン週間シングルチャートにおいて初登場で2位にランクインした。初動売上は約18.1万枚となり、AKB48関連の派生ユニットにおけるシングル初動売上の最高記録を更新した（それまでの最高記録はNot yet「ペラペラペラオ」の約17.2万枚）。

## メディアでの使用
「コップの中の木漏れ日」には、以下のタイアップが付いている。
- ASBee「Coleman スノーブーツ」CMソング
- 壱番屋「SKE48×カレーハウスCoCo壱番屋 3周年感謝のプレゼントキャンペーン」CMソング

「お楽しみは明日から」には、以下のタイアップが付いている。
- 愛知トヨタキャンペーンソング

## シングル収録トラック

### Type-A
| #         | タイトル                                       | 作詞      | 作曲         | 編曲           | 時間  |
| --------- | ---------------------------------------------- | --------- | ------------ | -------------- | ----- |
| 1.        | 「コップの中の木漏れ日」(ラブ・クレッシェンド) | 秋元康    | 外山大輔     | 野中“まさ”雄一 | 4:26  |
| 2.        | 「あの先の未来まで」(キャラメルキャッツ)       | 秋元康    | つじたかひろ | つじたかひろ   | 4:39  |
| 3.        | 「お楽しみは明日から」(愛知トヨタ選抜)         | 秋元康    | AKIRA        | AKIRA          | 4:39  |
| 4.        | 「コップの中の木漏れ日 off vocal」             |           | 外山大輔     | 野中“まさ”雄一 | 4:26  |
| 5.        | 「あの先の未来まで off vocal」                 |           | つじたかひろ | つじたかひろ   | 4:39  |
| 6.        | 「お楽しみは明日から off vocal」               |           | AKIRA        | AKIRA          | 4:37  |
| 合計時間: | 合計時間:                                      | 合計時間: | 合計時間:    | 合計時間:      | 27:27 |

| #  | タイトル                                                                  | 作詞 | 作曲・編曲 | 監督     |
| -- | ------------------------------------------------------------------------- | ---- | ---------- | -------- |
| 1. | 「コップの中の木漏れ日 Music Video」                                      |      |            | 丸山健志 |
| 2. | 「あの先の未来まで Music Video」                                          |      |            | 園田俊郎 |
| 3. | 「特典映像 「劇場デビュー7周年特別公演 (2015.10.05) -前編-」 Live Movie」 |      |            |          |

### Type-B
| #         | タイトル                                       | 作詞      | 作曲      | 編曲           | 時間  |
| --------- | ---------------------------------------------- | --------- | --------- | -------------- | ----- |
| 1.        | 「コップの中の木漏れ日」(ラブ・クレッシェンド) | 秋元康    | 外山大輔  | 野中“まさ”雄一 | 4:26  |
| 2.        | 「だって 雨じゃない?」(トランジットガールズ)   | 秋元康    | you-me    | 野中“まさ”雄一 | 4:05  |
| 3.        | 「お楽しみは明日から」(愛知トヨタ選抜)         | 秋元康    | AKIRA     | AKIRA          | 4:39  |
| 4.        | 「コップの中の木漏れ日 off vocal」             |           | 外山大輔  | 野中“まさ”雄一 | 4:26  |
| 5.        | 「だって 雨じゃない? off vocal」               |           | you-me    | 野中“まさ”雄一 | 4:04  |
| 6.        | 「お楽しみは明日から off vocal」               |           | AKIRA     | AKIRA          | 4:37  |
| 合計時間: | 合計時間:                                      | 合計時間: | 合計時間: | 合計時間:      | 26:18 |

| #  | タイトル                                                                  | 作詞 | 作曲・編曲 | 監督     |
| -- | ------------------------------------------------------------------------- | ---- | ---------- | -------- |
| 1. | 「コップの中の木漏れ日 Music Video」                                      |      |            | 丸山健志 |
| 2. | 「だって 雨じゃない? Music Video」                                        |      |            | 福居英晃 |
| 3. | 「特典映像 「劇場デビュー7周年特別公演 (2015.10.05) -中編-」 Live Movie」 |      |            |          |

### Type-C
| #         | タイトル                                       | 作詞      | 作曲       | 編曲           | 時間  |
| --------- | ---------------------------------------------- | --------- | ---------- | -------------- | ----- |
| 1.        | 「コップの中の木漏れ日」(ラブ・クレッシェンド) | 秋元康    | 外山大輔   | 野中“まさ”雄一 | 4:26  |
| 2.        | 「愛してるとか、愛してたとか」(フルマリオン)   | 秋元康    | ジマエモン | 若田部誠       | 3:50  |
| 3.        | 「お楽しみは明日から」(愛知トヨタ選抜)         | 秋元康    | AKIRA      | AKIRA          | 4:39  |
| 4.        | 「コップの中の木漏れ日 off vocal」             |           | 外山大輔   | 野中“まさ”雄一 | 4:26  |
| 5.        | 「愛してるとか、愛してたとか off vocal」       |           | ジマエモン | 若田部誠       | 3:50  |
| 6.        | 「お楽しみは明日から off vocal」               |           | AKIRA      | AKIRA          | 4:37  |
| 合計時間: | 合計時間:                                      | 合計時間: | 合計時間:  | 合計時間:      | 25:50 |

| #  | タイトル                                                                  | 作詞 | 作曲・編曲 | 監督     |
| -- | ------------------------------------------------------------------------- | ---- | ---------- | -------- |
| 1. | 「コップの中の木漏れ日 Music Video」                                      |      |            | 丸山健志 |
| 2. | 「愛してるとか、愛してたとか Music Video」                                |      |            | 中村太洸 |
| 3. | 「特典映像 「劇場デビュー7周年特別公演 (2015.10.05) -後編-」 Live Movie」 |      |            |          |

### 劇場盤
| #  | タイトル                                       | 作詞   | 作曲     | 編曲           |
| -- | ---------------------------------------------- | ------ | -------- | -------------- |
| 1. | 「コップの中の木漏れ日」(ラブ・クレッシェンド) | 秋元康 | 外山大輔 | 野中“まさ”雄一 |
| 2. | 「平民出馬宣言」(デッドストックダイヤモンド)   | 秋元康 | 渡辺未来 | 渡辺未来       |
| 3. | 「お楽しみは明日から」(愛知トヨタ選抜)         | 秋元康 | AKIRA    | AKIRA          |
| 4. | 「コップの中の木漏れ日 off vocal」             |        | 外山大輔 | 野中“まさ”雄一 |
| 5. | 「平民出馬宣言 off vocal」                     |        | 渡辺未来 | 渡辺未来       |
| 6. | 「お楽しみは明日から off vocal」               |        | AKIRA    | AKIRA          |

## ラブ・クレッシェンド
- 江籠裕奈
- 小畑優奈
- 北川綾巴
- 熊崎晴香
- 後藤楽々
- 菅原茉椰
- 松井珠理奈